# Подилск
Подѝлск (на украински: Подільськ), с предишни имена Би́рзула и после Кото́вск, е град в Южна Украйна, Одеска област, административен център на Подилски район.

## География
Градът се намира в най-северната част на Одеска област. Населението му е около 40 664 души.

## История
Селището се споменава за пръв път като Бирзула (топоним от тюркски произход) в османотурски документ от 1779 г., в който са описани населените 41 места на Дубосарската рая (територия около крепост на пряко подчинение).
В селището е погребан в мавзолей известният молдовски и руски революционер, съветски военачалник, молдовски, украински и съветски политик Григорий Котовский през 1925 г. В негова чест Бирзула е преименувана на Котовск през 1935 г.
От 1938 г. Котовск има статут на град в Украинската съветска социалистическа република, от 1940 г. е в състава на Одеска област на УССР.